# Катарина фон Ханау-Мюнценберг
Катарина фон Ханау-Мюнценберг (на немски: Katharina von Hanau-Münzenberg; * 26 март 1525; † 20 август 1581) е графиня от Ханау-Мюнценберг и чрез женитба графиня на Вид-Рункел и Изенбург.
Тя е дъщеря на граф Филип II фон Ханау-Мюнценберг (1501 – 1529) и графиня Юлиана фон Щолберг (1506 – 1580), дъщеря на Бото граф на Щолберг и графиня Анна фон Епщайн-Кьонигщайн. По баща е внучка на граф Райнхард IV фон Ханау-Мюнценберг и графиня Катарина фон Шварцбург-Бланкенбург. Баща и ̀граф Филип II умира през 1529 г. на 27 години. Майка ѝ се омъжва на 20 септември 1531 г. за граф Вилхелм Богатия от Насау-Диленбург (1487 – 1559) и има с него дванадесет деца, между тях Вилхелм Орански (Мълчаливия) (1533 – 1584), княз на Орания-Насау.

## Фамилия
Катарина се омъжва на 13 април 1543 г. в Кьонигщайн за граф Йохан IV фон Вид-Рункел (* ок. 1505; † 15 юни 1581), син на граф Йохан III фон Вид (1485 – 1533) и съпругата му Елизабет фон Насау-Диленбург (1488 – 1559). Те имат децата:
- Юлиана фон Вид (ок. 1545 – 1575), омъжена 1569 г. за пфалцграф Райхард фон Пфалц-Зимерн-Спонхайм (1521 – 1598)
- Херман I (ок. 1550 – 1591), наследява баща си през 1581 г., женен 1576 г. за графиня Валпурга фон Бентхайм-Щайнфурт (1555 – 1628), дъщеря на граф Ебервин III фон Бентхайм-Щайнфурт и Анна фон Текленбург-Шверин
- Магдалена фон Вид (ок. 1565 – 1606), омъжена 1571 г. за граф Зигизмунд II фон Хардег, цу Глац и в Махланде (1539 – 1599)
- Катарина фон Вид (1552 – 1584), омъжена 1572 г. за граф Филип V фон Ханау-Лихтенберг (1541 – 1599)
- Анна фон Вид-Рункел и Изенбург (ок. 1550 – 1590), омъжена 1571/1572 г. за фрайхер Йохан Вилхелм фон Рогендорф (1531 – 1590)
- Вилхелм IV (1560 – 1612), наследява баща си в 1581 г. си в Рункел и Дирдорф, т.нар. „горно графство Вид“, женен 1582 г. за Йохана Сибила (1564 – 1636), дъщеря на граф Филип V фон Ханау-Лихтенберг и Лудовика Маргарета фон Цвайбрюкен-Лихтенберг
- Елизабет фон Вид
- Агнес фон Вид (* ок. 1555 – 1581), омъжена 1573 г. за Готфрид IV Шенк фон Лимпург-Шпекфелд (1548 – 1581)